# Guido De Luigi
Guido De Luigi (Torino, 17 febbraio 1963) è un ex pallavolista italiano, medaglia di bronzo con la Nazionale italiana di pallavolo ai Giochi olimpici di Los Angeles 1984.

## Carriera
Vincitore di due scudetti FIPAV con la Pallavolo Torino negli anni 1990 e della medaglia di bronzo alle Olimpiadi di Los Angeles 1984.